# Grachi
Grachi è una telenovela creata da Mariela Romero e prodotta dal canale latinoamericano Nickelodeon, che ha come protagonisti Isabella Castillo e Andrés Mercado. La serie, formata da tre stagioni per un totale di duecentocinque puntate, è la prima produzione della latinoamericana Nickelodeon in alta definizione.
A settembre 2013 Nickelodeon USA annunciò la realizzazione di una versione statunitense, dal titolo Emma una strega da favola.

## Produzione
Grachi venne annunciata da Nickelodeon a maggio 2010 con le prime immagini ufficiali e un mese dopo viene diffuso il backdoor pilot, che presenta l'ambientazione della serie e gli attori principali. La produzione cominciò ufficialmente l'8 febbraio 2011 a Miami e il 1º aprile venne trasmesso il primo videoclip della serie dopo l'ultimo episodio della telenovela Sueña conmigo. La prima stagione, di 74 episodi, debuttò il 2 maggio 2011: grazie agli ottimi ascolti si decide di realizzare altri cinquanta episodi, che vennero però inclusi nella seconda stagione, estesa infine di altri venticinque episodi ad agosto 2011.
La seconda stagione venne confermata il 3 giugno 2011 e le riprese si tennero dal successivo 5 luglio al 24 ottobre 2011. La messa in onda degli 81 episodi definitivi invece iniziò il 27 febbraio 2012 e si concluse il successivo 18 giugno.
Pochi giorni prima, l'11 giugno, Katie Barberi confermò durante un'intervista che la serie era stata rinnovata per una terza e ultima stagione, le cui riprese cominciarono il 1º agosto 2012 e terminarono il 25 ottobre 2012. La messa in onda dei 50 episodi cominciò il 4 marzo 2013 e terminò il 10 maggio 2013.

### Casting
Nel backdoor pilot distribuito a giugno 2010 gli attori scelti per la serie erano Isabella Castillo (Grachi), Kimberly Dos Ramos (Matilda), Lance Dos Ramos (Daniel), Jesús Neyra (Chema), Natalia Streignard (Úrsula) e Ramiro Fumazoni (Francisco). L'emittente latinoamericana Nickelodeon comunica il cast definitivo alla conferenza annuale dell'associazione nazionale degli esecutivi dei programmi televisivi il 25 gennaio 2011: Lance Dos Ramos ora interpretò Chema, mentre a Daniel prestò il volto Andrés Mercado. L'attrice Natalia Streignard non fu più nella serie e anche la trama cambiò leggermente rispetto a quella presentata nel backdoor pilot.
Con il rinnovo per la seconda stagione, a giugno 2011 venne annunciato che Willy Martin e María Gabriela de Faría si erano uniti al cast. Nella terza stagione fecero invece il loro ingresso Danilo Carrera e Jesús Neyra, mentre Kimberly e Lance Dos Ramos lasciarono la serie.

## Trama
Nella serie sono presenti varie creature magiche, legate alla magia in modo diverso.
- Maghi e streghe: con i loro poteri possono fare praticamente tutto quello che vogliono, ma è vietato viaggiare nel tempo e cancellare la memoria ai propri simili. Affinché un incantesimo sia efficace, la formula per invocarlo deve essere in rima. L'operato di maghi e streghe viene sorvegliato dal triumvirato del Concilio delle Streghe. Nella prima stagione, viene detto che i poteri saltano una generazione, anche se nelle successive viene più volte smentito. Quando sono ammalati, un altro mago o strega può rubare i loro poteri.
- Churikanay "Kanay": letteralmente "figli del fuoco", sono creature molto rare organizzate in tribù in grado di manipolare i quattro elementi (aria, acqua, terra e fuoco) e trasformare le cose inanimate.
- Guardiane: sono degli esseri umani senza poteri che proteggono la segretezza del mondo magico, impedendo che qualcuno ne venga a conoscenza. Il loro compito consiste nel sorvegliare segretamente un mago o una strega cattivi, intervenendo e rendendo nota la propria identità solo in caso di bisogno, quando l'esistenza della magia rischia di essere scoperta. Le candidate vengono scelte e assegnate dal Concilio; studiano alla Scuola di Magia insieme ai maghi e alle streghe e dispongono di un Oracolo come guida. Proprio in funzione della segretezza in cui devono operare, non possono avvicinarsi sentimentalmente al proprio mago o strega.

### Prima stagione
Graciela Alonso, detta Grachi, si trasferisce a Città Incantata assieme al padre Francisco e comincia a frequentare l'Escolarium, una prestigiosa scuola dove il padre ha trovato lavoro come professore di matematica: qui conosce Mecha, che diventa la sua migliore amica, e Daniel, del quale s'innamora, ma il ragazzo è fidanzato con la viziata ed egoista Matilda Román, la ragazza più popolare della scuola. Matilda inizialmente fa amicizia con Grachi, ma, quando si rende conto dell'attrazione tra la nuova amica e il suo ragazzo, decide di distruggere Grachi in ogni modo: introdottasi di nascosto a casa sua, entra in possesso di un libro magico che Grachi ha ereditato da sua madre, l'Hecsoren, che porta Matilda a rendersi conto di essere una strega e a decidere di usare i potenti incantesimi in esso contenuti contro la rivale. Intanto, Grachi si rende conto che attorno a lei accadono cose strane, soprattutto quando prova forti emozioni, e scopre poco dopo di essere lei stessa una strega. Mentre inizia a uscire con Daniel, che ha lasciato Matilda, la ragazza si allena con Cussy, una strega buona che lavora all'Escolarium come segretaria, e rivela a Mecha il proprio segreto.
Nel frattempo, la Direttrice dell'Escolarium è alla ricerca dell'Hecsoren per carpirne l'Incantesimo Sigillato, che impedisce che gli incantesimi della strega che lo pronuncia possano essere spezzati, per diventare la strega più potente e trasformare l'Escolarium in una scuola al quale sono messi al bando ogni divertimento e dove i ragazzi pensano solo allo studio. Facendo credere a Matilda di voler rubare i poteri a Grachi, la convince ad allearsi con lei, mentre Mecha riceve dalla madre Lolo, guardiana di Matilda, un anello nel quale è imprigionato il mago Sibilo. Il mago si affeziona molto alla nuova padrona, approfittando dell'amicizia di Mecha per chiederle di liberarlo con l'aiuto di Grachi. Una volta libero, però, Sibilo si allea con Matilda per vendicarsi della Direttrice, che lo aveva imprigionato nell'anello settecento anni prima. Nel frattempo, l'Hecsoren ritorna in possesso di Grachi, che, scoperta l'esistenza dell'Incantesimo Sigillato, decide di difendere il libro affinché né Matilda, né la Direttrice, né Sibilo possano trovarlo e usarlo per fare del male. Grachi viene anche a sapere di essere la ragazza speciale di cui parla l'incantesimo dell'amore stellato e che quindi non può stare con Daniel se non vuole metterlo in pericolo; decide, tuttavia, di restare al suo fianco, ma la loro storia finisce quando, per colpa di Matilda, Daniel scopre che Grachi è una strega. Poco dopo, con l'aiuto dell'amica Lucía, alla quale ha rivelato tutto, Grachi riesce a spezzare l'incantesimo dell'amore stellato.
Mentre sono in atto i preparativi per la festa del sedicesimo compleanno di Matilda, durante la quale si terrà un'eclissi che la Direttrice intende sfruttare per usare l'Incantesimo Sigillato del quale è entrata in possesso, Grachi capisce che la donna vuole rubare i poteri sia a lei sia a Matilda, alla quale propone, senza successo, di allearsi. Durante la festa, Grachi e Daniel fanno pace e tornano insieme, ma poco dopo la Direttrice comincia ad attuare il suo piano; tuttavia, Grachi e Matilda uniscono le forze e infine trasformano la Direttrice in un cane; anche Sibilo, che aveva tentato di tradire la donna, viene da questa convertito in un paio di bermuda. Durante la festa, però, l'Hecsoren viene distrutto, privando entrambe le giovani streghe dei loro poteri; tuttavia, pochi giorni dopo Grachi scopre che le sono tornati.

### Seconda stagione
Comincia un nuovo anno scolastico all'Escolarium, dove Francisco è diventato direttore e tutti gli studenti indossano le nuove uniformi disegnate da Mecha. Mentre quest'ultima inizia a sostenere gli esami per diventare guardiana, Chema, il cugino di Daniel, scopre di essere stato bocciato e, amareggiato, lascia la città e Mecha per tornare a vivere con i genitori. Intanto, Grachi tiene nascosto a Daniel di aver recuperato i poteri perché sa che al ragazzo non piace la magia, e Matilda, che ora esce con Diego, è depressa per essere diventata una ragazza normale, ignara che i suoi poteri siano finiti alla madre Úrsula.
All'Escolarium arriva una nuova studentessa, Mía Novoa, una strega che usa la magia per i propri scopi. Saputo che Grachi è la Prescelta, la strega più potente, si finge sua amica per rubarle Daniel, che lascia Grachi quando scopre che lei gli ha mentito, non dicendogli di essere tornata in possesso della propria magia. Mentre Chema torna a scuola, Mía bacia Daniel, lanciandogli contro un incantesimo, sotto forma di ragno, che fa emergere il lato oscuro di una persona. Il ragazzo comincia così a comportarsi in maniera ribelle e a trattare male tutti, venendo sospeso dalla squadra di nuoto degli Squali; preoccupata per lui, Grachi chiede aiuto a Mecha, Matilda e Diego per spezzare l'incantesimo prima che il ragno raggiunga il cuore di Daniel e renda impossibile far tornare il ragazzo come prima. Grachi riesce nel suo intento, ma per vendicarsi Mía la scambia di corpo con Matilda e il Concilio delle Streghe dà loro una settimana di tempo per scoprire chi è stato, altrimenti rimarranno così per sempre. Durante le indagini Matilda scopre che è Úrsula ad avere i suoi poteri e, ottenuta udienza dal Concilio, riceve il consiglio di chiedere l'aiuto di Leo, un nuovo studente appassionato di scienza e innamorato di Grachi. Di nuovo nel suo corpo, Matilda riesce a recuperare i propri poteri grazie a Leo, mentre Mecha e Chema si rimettono insieme.
Anche Grachi e Daniel si riavvicinano, ma Mía riesce a fare in modo che il ragazzo si trasferisca alla Moderna a causa di alcuni conflitti con l'allenatrice degli Squali, Alejandra, portando la coppia a lasciarsi nuovamente. Abbattuta per la fine della sua storia con Daniel, Grachi decide di ricontattare Tony, trasferitosi l'anno prima a studiare all'Accademia delle Scienze, scrivendogli una lettera. Il ragazzo torna in città poco tempo dopo, rivelandole di essere un mago e di aver frequentato fino a quel momento la Scuola di Magia. Parallelamente, per merito di Grachi il Concilio scopre che Athena è una strega malvagia e la espelle. La donna decide così di vendicarsi e si allea con Mía e Leo per rovinare il matrimonio di Úrsula e Francisco. Grachi, Daniel, Mecha, Chema, Matilda, Diego e Tony, però, riescono a fermarli: Leo perde il potere di controllare l'elettricità, acquisito con un'invenzione, quando Daniel lo fa cadere in acqua, Mía dimentica di essere una strega grazie a un incantesimo di Grachi e Matilda, e Athena viene imprigionata da Matilda e consegnata a Ivis e Priscila, le due streghe rimaste nel Concilio. Il matrimonio può quindi proseguire, e durante la festa Daniel e Grachi tornano insieme.

### Terza stagione
Grachi comincia a frequentare la Scuola di Magia, l'istituto che addestra streghe, maghi e guardiane da tutto il mondo, dove ritrova la nonna materna, Alba, nel ruolo di direttrice. Sempre alla scuola, la ragazza conosce un mago, Axel, che ama fare scherzi insieme al migliore amico Manu. Saputo che Grachi è la strega più potente di tutte, Axel decide di farla innamorare di sé per rubarle i poteri e diventare il Prescelto. Intanto, Mecha cerca di affrontare la partenza definitiva di Chema, e Diego scopre che Matilda, non sopportando di vivere con Grachi, ha lasciato la città per trasferirsi dalla nonna; Mía è diventata la migliore amica di Rosa e non ricorda più niente della stregoneria, ma l'incontro con Amaya, la sorella di Axel, la porta a mettere in discussione i suoi ricordi, finché, con l'aiuto della ragazza, riesce a recuperare la memoria: di nuovo consapevole della sua vera identità, progetta di vendicarsi e riconquistare Daniel.
Con il passare del tempo, Mecha s'innamora, ricambiata, di Manu, mentre Diego si avvicina ad Amaya, che, nonostante l'opposizione del padre Erick, lo aiuta a scoprire quale motivo si cela dietro le rivalità tra streghe e kanay. Dopo aver appreso da un libro sulla Prescelta di essere molto pericolosa, Grachi lascia Daniel e si mette con Axel, mentre Valeria, l'assistente di Leo, scopre di essere un robot creato da quest'ultimo con le sembianze di Amaya, ma Grachi, con un incantesimo che solo la Prescelta può compiere, la trasforma in un essere umano. Grachi comincia, così, a capire la vera portata dei suoi poteri e che la sua missione come Prescelta è guidare i maghi alla conquista di umani e kanay, ma non riesce ad accettare il fatto di dover diventare malvagia. Mentre Alba prepara l'iniziazione della nipote, Grachi scopre che il suo clone cattivo, creato quando aveva appena conosciuto Mía, è sopravvissuto. Grachi malvagia, alleatasi con Axel per dominare il mondo magico, si presenta all'iniziazione al posto della vera Grachi e riceve lo scettro della Prescelta, che le consente di togliere e conferire poteri, ma viene scoperta e cerca di attaccare Daniel; Mía, però, si mette davanti a lui per proteggerlo e viene colpita, perdendo i suoi poteri. Durante la battaglia tra le due Grachi, Daniel riesce a mettere al collo di Axel una collana che lo trasporta nel 1888, mentre Grachi assorbe il proprio clone malvagio. Tornata la pace, Mía rifiuta l'offerta di Grachi di ridarle i poteri perché vuole provare a vivere per un po' come una ragazza normale; Diego si fidanza con Amaya, Mecha con Manu e Leo con Valeria, e Grachi e Daniel tornano insieme, pronti a vivere il loro amore in un mondo dove streghe e umani convivono felicemente, dopo che Grachi ha rivelato a tutti l'esistenza della magia.

## Personaggi e interpreti
- Graciela "Grachi" Alonso (stagioni 1-3), interpretata da Isabella Castillo, doppiata da Chiara Oliviero.
- Daniel Esquivel (stagioni 1-3), interpretato da Andrés Mercado, doppiato da Mattia Ward.
- Matilda Román (stagioni 1-2), interpretata da Kimberly Dos Ramos, doppiata da Monica Gradilone ed Eleonora Reti (ep. 1x65-1x76).
- Mercedes "Mecha" Estevez (stagioni 1-3), interpretata da Sol Rodríguez, doppiata da Patrizia Salerno.
- José Manuel "Chema" Esquivel (stagioni 1-2), interpretato da Lance Dos Ramos, doppiato da Alessio Ward.
- Antonio "Tony" Gordillo (stagioni 1-3), interpretato da Mauricio Hénao, doppiato da Alberto Caneva.
- Diego Forlán (stagioni 1-3), interpretato da Rafael de la Fuente, doppiato da Emanuele Ruzza.
- Mía Novoa (stagioni 2-3), interpretata da María Gabriela de Faría, doppiata da Antonella Baldini.
- Leo Martínez (stagioni 2-3), interpretato da Willy Martin, doppiato da Marco Vivio e ? (dall'ep. 3x18).
- Axel Vélez (stagioni 2-3), interpretato da Danilo Carrera, doppiato da Alessio Ward.
- Manu (stagione 3), interpretato da Jesús Neyra, doppiato da Stefano Onofri.

## Puntate
In Italia, la serie è stata trasmessa da Rai Gulp e, solo per la prima stagione, anche da Nickelodeon. La prima stagione è andata in onda su Rai Gulp dal 12 settembre al 26 dicembre 2011 e sul canale pay Nickelodeon dal 14 maggio 2012. Nell'edizione italiana, la puntata 70 è una parte dell'episodio speciale Kanay, mentre la 71 è la parte restante dell'episodio speciale, al quale è stata aggiunta l'ultima scena dell'episodio 69 e i primi minuti dell'episodio 70 originale: per questo motivo, la stagione consta di due episodi in più rispetto a quella in lingua spagnola.
La seconda stagione, preceduta da due speciali trasmessi a ottobre 2012, è andata in onda dal 3 novembre 2012 al 3 marzo 2013. La trasmissione, interrotta l'8 dicembre 2012 all'episodio 36, è ricominciata il 14 gennaio 2013, con due puntate riassuntive non presenti nella versione originale prima di mandare effettivamente in onda i nuovi episodi. Inoltre, nell'adattamento italiano l'ultimo episodio è stato diluito in tre puntate aggiungendogli dei segmenti riassuntivi che sintetizzano gli eventi accaduti dall'episodio 51: la seconda stagione presenta, così, 85 puntate, contro le 81 originali.
La terza stagione, i cui diritti sono stati acquistati da Rai Cinema ad aprile 2013, è andata in onda dal 15 ottobre al 13 novembre 2013, interrompendosi all'episodio 30, e poi dal 13 gennaio al 1º febbraio 2014. Gli episodi sono 50 come in originale.
| Stagione         | Puntate (Puntate Italia) | Prima TV originale | Prima TV Italia |
| ---------------- | ------------------------ | ------------------ | --------------- |
| Prima stagione   | 74 (76)                  | 2011               | 2011            |
| Seconda stagione | 81 (85)                  | 2012               | 2012-2013       |
| Terza stagione   | 50                       | 2013               | 2013-2014       |

### Speciali
Dalla prima stagione sono stati tratti tre speciali per la televisione. Il primo, Una historia maravillosamente mágica, è stato trasmesso il 28 aprile 2011, quattro giorni prima del debutto della serie, per presentare la storia e i personaggi; in Italia è stato trasmesso da Rai Gulp, sovradoppiato e con il titolo Grachi - Una storia meravigliosamente magica, il 14 settembre 2012, aggiungendo alla fine anche il trailer della seconda stagione, che presenta, analogamente, la storia e i nuovi personaggi introdotti. Il secondo speciale è l'episodio Kanay, scritto da Catharina Ledeboer e diretto da Arturo Manuitt e Daniel Aguirre, trasmesso il 19 agosto 2011, che vede protagonista principalmente Diego e i suoi poteri magici, ed è ambientato prima della festa di compleanno di Matilda; in Italia è stato trasmesso su Rai Gulp il 16 e il 19 dicembre 2011, spezzato in due segmenti che sono andati a formare l'episodio 70 e parte dell'episodio 71 dell'edizione italiana. Il terzo, Quiero Mis 16: Matilda, mostra i preparativi del sedicesimo compleanno di Matilda, vincitrice del reality fittizio Quiero Mis 16, che organizza la festa di compleanno alla fortunata. Scritto da Catharina Ledeboer e Mariana Palos, è stato trasmesso il 25 agosto 2011 e in Italia da Rai Gulp il 17 settembre 2012 con il titolo Sweet 16 Matilda.
Dalla seconda stagione è stato tratto uno speciale dal titolo La vida es maravillosamente musical, trasmesso il 10 maggio 2012 su Nickelodeon dopo l'episodio 54. Lo speciale mostra le riprese degli spettacoli musicali visti negli episodi dal 22 al 25 (Magia, Amor de película, La estrella soy yo, Somos las Panteras, Tiburones e Química perfecta).

## Media

### Edizioni in DVD
| Titolo                    | Date di uscita      | Date di uscita        | Date di uscita       | Date di uscita  |
| Titolo                    | Regione 4 (Messico) | Regione 4 (Argentina) | Regione 4 (Colombia) | Regione 1       |
| ------------------------- | ------------------- | --------------------- | -------------------- | --------------- |
| Prima stagione completa   | 15 gennaio 2012     | 14 luglio 2012        | N/D                  | 15 gennaio 2012 |
| Seconda stagione completa | 6 ottobre 2012      | 28 dicembre 2012      | 3 gennaio 2013       | 6 ottobre 2012  |

### Musica
Nella prima stagione la sigla d'apertura e di chiusura è Grachi; nella seconda stagione la sigla d'apertura è Grachi (Remix) e quella di chiusura Magia: quest'ultima viene sostituita da Amor de película dall'episodio 66 al 70 compresi e da La estrella soy yo dall'episodio 71 al 75 compresi. Nella terza stagione la sigla d'apertura è Grachi (Remix) e quella di chiusura Alma en dos: quest'ultima viene sostituita da Me enamoré dall'episodio 27 al 39 compresi, e da Soñar no cuesta nada a partire dall'episodio 40.
| Anno | Dettagli |
| ---- | --- |
| 2011 | Grachi - La vida es maravillosamente mágica - Pubblicazione: 7 giugno 2011 - Formati: CD, download digitale - Etichetta: EMI Music México            |
| 2012 | Grachi - La vida es maravillosamente mágica Volumen 2 - Pubblicazione: 11 aprile 2012 - Formati: CD, download digitale - Etichetta: EMI Music México |

## Grachi - El show en vivo
Grachi - El show en vivo è il musical della serie, diretto e prodotto dal messicano Alejandro Gou Boy della Tycoon Gou Producciones. I provini si sono tenuti il 5 dicembre 2011 e le prove sono cominciate il 3 gennaio 2012 a Miami. Lo spettacolo è ambientato durante l'ultimo giorno di scuola all'Escolarium, quando Grachi e i suoi amici vengono invitati a una vacanza di lusso su un'isola. In realtà, l'invito è stato fatto da Mía, che vuole convincere Grachi a usare i suoi poteri per fare del male.
La tappa dello spettacolo prevista per il 16 marzo 2013 a Santo Domingo, nel Palacio de los Deportes, è stata rimandata per motivi sconosciuti e alla fine cancellata.
| Data             | Stato     | Città             | Teatro                                                    |
| ---------------- | --------- | ----------------- | --------------------------------------------------------- |
| 12 febbraio 2012 | Messico   | Città del Messico | Teatro Metropólitan                                       |
| 19 febbraio 2012 | Messico   | Monterrey         | Auditorio Banamex                                         |
| 25 febbraio 2012 | Messico   | Guadalajara       | Teatro Galerías                                           |
| 26 febbraio 2012 | Messico   | Guadalajara       | Teatro Galerías                                           |
| 18 marzo 2012    | Messico   | Puebla            | Auditorio della Benemérita Universidad Autónoma de Puebla |
| 24 marzo 2012    | Messico   | Città del Messico | Teatro Metropólitan                                       |
| 25 marzo 2012    | Messico   | Città del Messico | Teatro Metropólitan                                       |
| 14 luglio 2012   | Argentina | Buenos Aires      | Teatro Gran Rex                                           |
| 15 luglio 2012   | Argentina | Buenos Aires      | Teatro Gran Rex                                           |
| 16 luglio 2012   | Argentina | Buenos Aires      | Teatro Gran Rex                                           |
| 19 luglio 2012   | Argentina | Buenos Aires      | Teatro Gran Rex                                           |
| 20 luglio 2012   | Argentina | Buenos Aires      | Teatro Gran Rex                                           |
| 21 luglio 2012   | Argentina | Rosario           | Teatro Astengo                                            |
| 22 luglio 2012   | Argentina | Santa Fe          | Teatro ATE Casa España                                    |

## Premi e candidature
- 2011 - Kids' Choice Awards México
  - Vinto - Programma preferito[56].
  - Vinto - Personaggio femminile preferito di una serie a Isabella Castillo[56].
  - Vinto - Personaggio maschile preferito di una serie a Andrés Mercado[56].
  - Nomination - Cattivo preferito a Kimberly Dos Ramos[56][57].
- 2011 - Kids' Choice Awards Argentina
  - Nomination - Programma preferito della televisione latina[58][59].
  - Nomination - Rivelazione televisiva a Isabella Castillo[58][59].
  - Nomination - Cattivo preferito a Kimberly Dos Ramos[58][59].
- 2012 - Kids' Choice Awards
  - Vinto - Migliore artista latinoamericana a Isabella Castillo[60].
- 2012 - Kids' Choice Awards México
  - Nomination - Programma preferito[61][62].
  - Nomination - Attrice preferita a Isabella Castillo[61][62].
  - Nomination - Attore preferito a Andrés Mercado[61][62].
  - Nomination - Cattivo preferito a Kimberly Dos Ramos[61][62].
  - Nomination - Cattivo preferito a María Gabriela de Faría[61][62].
  - Nomination - Attore preferito del cast a Rafael de la Fuente[61][62].
  - Nomination - Attore preferito del cast a Mauricio Hénao[61][62].
  - Nomination - Attrice preferita del cast a Sol Rodríguez[61][62].
- 2012 - Meus Prêmios Nick Brasil
  - Vinto - Programma televisivo preferito[63].
  - Vinto - Attrice preferita a Isabella Castillo[63].
  - Vinto - Personaggio televisivo preferito a Isabella Castillo[63].
  - Nomination - Ragazza dell'anno a Kimberly Dos Ramos[63][64].
- 2012 - Kids' Choice Awards Argentina
  - Vinto - Programma televisivo preferito[65].
  - Vinto - Attrice preferita a Isabella Castillo[65].
  - Nomination - Attore preferito a Andrés Mercado[65][66].
  - Nomination - Cattivo preferito a Kimberly Dos Ramos[65][66].
  - Nomination - Cattivo preferito a María Gabriela de Faría[65][66].
  - Nomination - Rivelazione a Sol Rodríguez[65][66].
- 2013 - Kids' Choice Awards
  - Vinto - Migliore artista latinoamericana a Isabella Castillo[67].
- 2013 - Kids' Choice Awards México
  - Nomination - Serie o programma preferito[68][69].
  - Nomination - Attore preferito a Andrés Mercado[68][69].
  - Nomination - Attrice preferita a Isabella Castillo[68][69].
  - Nomination - Attrice di reparto preferita a Ana Carolina Grajales[68][69].
  - Vinto - Cattivo preferito a María Gabriela de Faría[68][69].
- 2013 - Meus Prêmios Nick Brasil
  - Nomination - Attore preferito a Andrés Mercado[70][71].
  - Vinto - Ragazzo dell'anno a Danilo Carrera[70][71].
- 2013 - Kids' Choice Awards Argentina
  - Nomination - Programma televisivo preferito[72][73].
  - Nomination - Attrice televisiva preferita a Sol Rodríguez[72][73].
  - Nomination - Attore preferito a Andrés Mercado[72][73].
  - Nomination - Cattivo preferito a María Gabriela de Faría[72][73].
  - Nomination - Cattivo preferito a Danilo Carrera[72][73].
- 2013 - Premios TKM
  - Nomination - Programma latinoamericano[74][75].
  - Nomination - Cattiva TKM a Kimberly Dos Ramos[74][75].
  - Nomination - Cattiva TKM a María Gabriela de Faría[74][75].
  - Nomination - Bel ragazzo TKM a Andrés Mercado[74][75].
  - Nomination - Bel ragazzo TKM a Danilo Carrera[74][75].
- 2013 – Teen TV Awards
  - Vinto – Serie dell'anno di Teen TV[76].

## Distribuzioni internazionali
| Paese           | Canale/i                                    |
| --------------- | ------------------------------------------- |
| Messico         | Nickelodeon, TV Azteca                      |
| Colombia        | Nickelodeon, City TV                        |
| Argentina       | Nickelodeon, Canal 9                        |
| Ecuador         | Nickelodeon, Ecuavisa                       |
| El Salvador     | Nickelodeon, Canal 12                       |
| Honduras        | Nickelodeon, Canal 11                       |
| Nicaragua       | Nickelodeon, Televicentro                   |
| Perù            | Nickelodeon, ATV                            |
| Uruguay         | Nickelodeon                                 |
| Panama          | Nickelodeon                                 |
| Paraguay        | Nickelodeon                                 |
| Guatemala       | Nickelodeon                                 |
| Bolivia         | Nickelodeon                                 |
| Cile            | Nickelodeon                                 |
| Costa Rica      | Nickelodeon                                 |
| Rep. Dominicana | Nickelodeon, Telesistema 11                 |
| Venezuela       | Nickelodeon, Televen                        |
| Brasile         | Nickelodeon Brasil, Rede Globo              |
| Filippine       | Nickelodeon Philippines                     |
| Spagna          | Nickelodeon España                          |
| Portogallo      | Nickelodeon Portugal                        |
| Francia         | Télétoon+                                   |
| Malaysia        | Astro Bella, Astro Mustika HD               |
| Polonia         | Teletoon+                                   |
| Russia          | Teen TV                                     |
| Italia          | Rai Gulp, Nickelodeon, Super!, VH1 (Italia) |

## Accoglienza
La serie ha ricevuto recensioni positive da parte dei critici, che l'hanno lodata per i temi proposti (divertimento e romanticismo), l'uso degli effetti speciali e l'enfasi data all'importanza dell'amicizia e della famiglia. Il sito La Verdad disse che "oggi possiamo godere di una produzione divertente" che "utilizza la tecnologia più recente dell'alta definizione". Inoltre, il gruppo Ádammo, che ha registrato per la serie il singolo Hechizo de amor, disse, prima della messa in onda: "Grachi è una nuova serie che farà parlare tutto il mondo: contiene una miscela di magia, amore e musica che nessuno vorrà perdere". Anche il sito Yucatán commentò che "[la serie] unisce un cast latino-americano che ha effetto sugli spettatori, facendo raggiungere alti picchi di ascolti in Messico" e "il tocco latino e la diversità della serie la rendono diversa, oltre ai valori e al messaggio che si possono trovare anche nelle altre serie. Ma il tocco latino rende la forma con la quale questi valori sono espressi in modo molto attraente". La rivista People nominò gli attori "nuovi idoli giovanili" e il periodico colombiano El Heraldo elogiò la serie: "possiamo vedere che la trama ci trasporta in un luogo nel quale la magia è la protagonista". Anche la rivista Tú assicurò che Grachi era la "nuova onda di Nickelodeon".
Il primo episodio della serie, trasmesso il 2 maggio 2011, è stato visto da quasi mezzo milione di telespettatori, collocandosi come il programma più visto nella fascia dalle sette alle otto di sera. Ha inoltre registrato un'audience di 3.6 punti nella fascia 4-11 anni, 4.5 nella fascia 7-14 anni, e 2.6 nella fascia 12-17 anni.
Nel corso della seconda stagione, il sito web venezuelano Rumberos applaudì Grachi, dicendo che "composta da un cast di giovani meravigliosi, [la serie] è diventata la preferita di tutti i ragazzi latinoamericani, nella quale magia, incantesimi e sortilegi sono il piatto forte che tiene tutti gli spettatori magicamente incantati"; anche il sito Cien Radios elogiò la serie dicendo che "si è convertita in un successo di pubblico in tutto il continente, guidato dal fascino dei protagonisti e dalla freschezza della storia, nella quale si mescolano magia e crescita adolescenziale".
Alla fine della terza stagione, Nickelodeon distribuì alcuni dati di ascolto, dai quali si apprende che in Colombia Grachi è stata la serie più seguita dell'emittente, con un'audience di 2.6 punti nella fascia 4-11 anni, 3.9 nella fascia 7-14 anni, e 3.21 nella fascia 12-17 anni. Poco prima della fine della serie, i fan e gli attori stessi si sono mobilitati sui social network per avere un prosieguo di Grachi, con una quarta stagione o un film.